# I colpevoli
I colpevoli è un film del 1957, diretto da Turi Vasile, tratto dalla commedia teatrale di Renato Lelli Sulle strade di notte. Uscì in Italia il 1º marzo 1957 e fu girato interamente a Roma. È l'unica pellicola cinematografica in cui Carlo Ninchi e il nipote Alessandro lavorarono insieme.

## Trama
Valerio Rossello è un giudice, dalla mentalità rigida e intransigente. È sposato con Lucia, una donna che invece ricalca il modello di madre amorevole e protettiva. Dalla loro unione è nato un unico figlio: Maurizio. Entrambi i genitori lo educano in maniera completamente diversa, mettendo in evidenza le loro differenze caratteriali. Fino al giorno in cui Maurizio, ormai adolescente, insieme ad un amico commette un'aggressione per futili motivi ai danni di un benzinaio. Venuti a conoscenza dell'accaduto, Valerio e Lucia anche in questo caso, intendono affrontare la situazione in maniera diametralmente opposta. Riaffiorano così con forza i contrasti all'interno della famiglia, in cui, tra rimpalli di responsabilità, emergono gli errori di entrambi i genitori nell'educazione del figlio. La decisione alla fine, per quanto sofferta, sarà  condivisa da tutti.

## Data di uscita[5]
- Italia: I colpevoli, 1º marzo 1957
- Francia: Responsabilité limitée, 29 maggio 1958
- Germania ovest: Die Schuldigen o Maurizio, 9 febbraio 1963